# Tortue géographique
Graptemys geographica
Espèce
Synonymes
- Testudo geographica Lesueur, 1817
- Emys lesueuri Gray, 1831
- Emys megacephala Hoolbrook, 1836

Statut de conservation UICN

 LC  : Préoccupation mineure
Statut CITES
Graptemys geographica, la Tortue géographique, est une espèce de tortue de la famille des Emydidae.

## Répartition

Distribution

Cette espèce se rencontre :
- au Canada dans le sud-est de l'Ontario et dans le sud du Québec ;
- aux États-Unis au Vermont, dans l'État de New York, au Maryland, en Pennsylvanie, au New Jersey, en Virginie, en Virginie-Occidentale, en Caroline du Nord, en Géorgie, en Alabama, au Mississippi, au Tennessee, au Kentucky, en Louisiane, en Oklahoma, en Arkansas, au Missouri, en Illinois, en Indiana, en Ohio, au Michigan, en Iowa, au Kansas, au Minnesota et au Wisconsin.

## Étymologie
Son nom est dû au motif de sa carapace, qui rappelle les courbes de niveau d'une carte topographique.

## Publication originale
- Lesueur, 1817 : An account of an American species of Tortoise, not noticed in the systems. Journal of the Academy of Natural Sciences of Philadelphia, vol. 1, no 1, p. 86-88 (texte intégral).